# Polyrhachis jacksoniana
Polyrhachis jacksoniana är en myrart som beskrevs av Julius Roger 1863. Polyrhachis jacksoniana ingår i släktet Polyrhachis och familjen myror. Inga underarter finns listade i Catalogue of Life.